# Řemešín
Řemešín (německy Remeschin) je vesnice, část města Kralovice v severní části okresu Plzeň-sever v Plzeňském kraji. Leží 6,5 kilometru severozápadně od Kralovic. Katastrální území Řemešín zaujímá rozlohu 266,64 ha. Vsí protéká Řemešínský potok.

## Historie
Ve 13. století je ves spojena se sousední Bukovinou a Sedlecem v jeden újezd. Idík ze Švábenic věnoval roku 1281 celý újezd pražskému klášteru božího hrobu na Zderaze, nad kterým měl patronát získaný věnem své manželky, dcery Všebora Hrabišice, jejíž předci klášter na konci 12. století založili. Dar klášteru je první písemnou zmínkou o vsi.

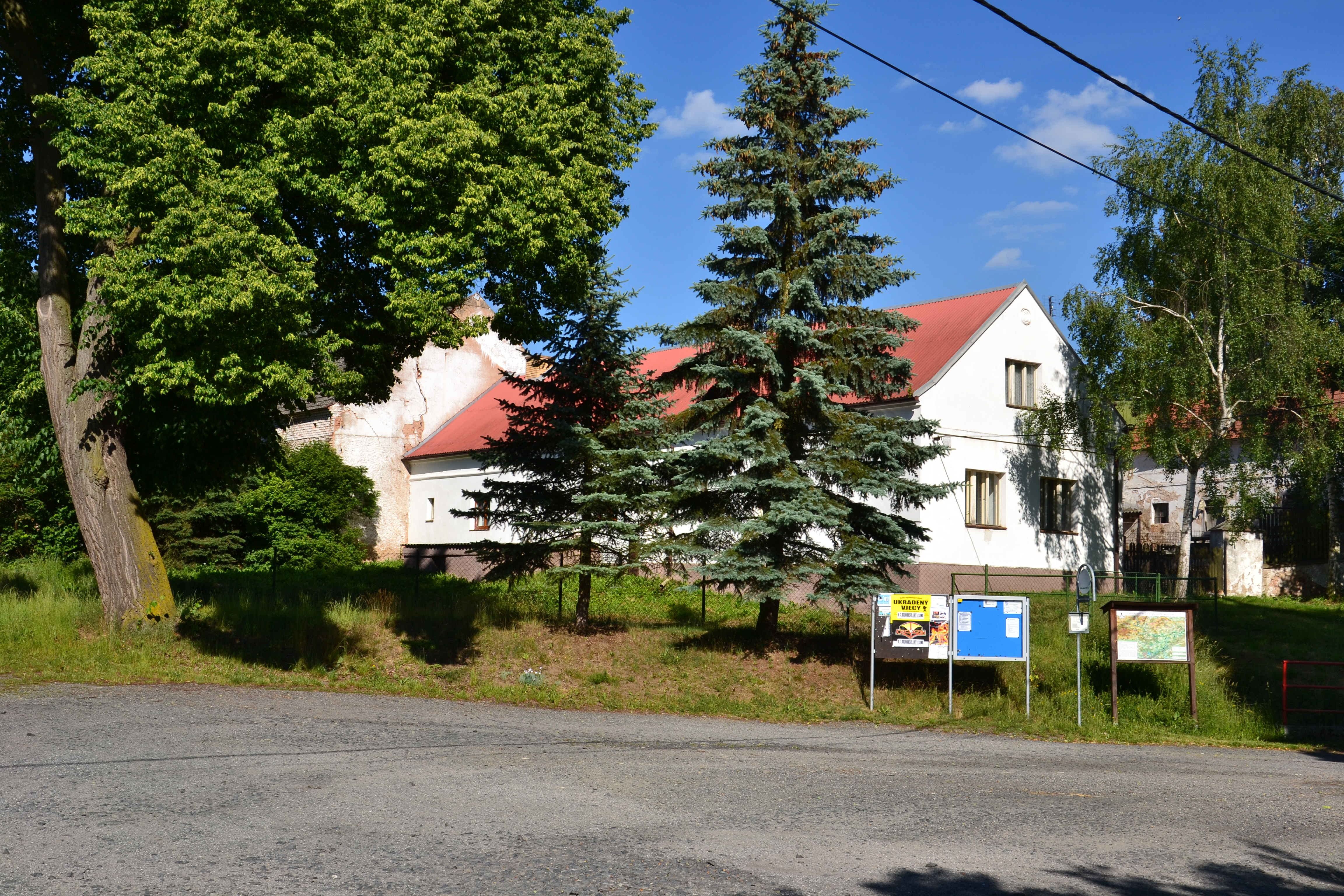
Náves

Když klášter na Zderaze roku 1419 zanikl, zastavil král Zikmund Řemešín spolu s dalšími vesnicemi a městečkem Kralovicemi za zásluhy katolickým pánům, bratřím Hanušovi a Bedřichovi z Kolovrat na Libštejně a Krašově. Po smrti Bedřicha roku 1432 připadl Řemešín Hanušovi, po kterém jej zdědil jeho syn Hanuš a nakonec vnuk Albrecht. Ten prodal roku 1485 Řemešín spolu s hradem Krašov a dalšími vesnicemi Jetřichovi Bezdružickému z Kolovrat. Později se Řemešín dostal do držení pánů z Landštejna.
Pustý klášter božího hrobu na Zderaze odevzdal roku 1531 král Ferdinand I. Dorotě z Doupova a též jí povolil vymáhat původní statky kláštera. Dorota příležitost nepromarnila a vyzvala Viléma Svitáka z Landštejna, aby vydal nazpět Řemešín, Sedlec, Bukovinu a díl Potvorova. Vilém Sviták odmítl vsi vydat a celá záležitost se dostala až před úředníky menšího soudu. Pán z Landštejna však zemřel. Řešení sporu nakonec našel mocný šlechtic Florián Gryspek, tehdejší pán na Kaceřově, který si na králi vyprosil svolení na vyplacení vsí od Kateřiny, ovdovělé ženy Viléma Svitáka. Roku 1546 koupil Florián Gryspek Řemešín spolu se Sedlcem a Bukovinu, připojil je ke kaceřovskému panství a král mu následně zajistil jejich dědičné držení. Urbář kaceřovského panství z roku 1558 uvádí v Řemešíně 8 usedlostí, na kterých žili: Jan Chlupsa, Jíra Vopat, Pavel Pavíza, Tůma Pobuda, Jakub na Žendově, Pavel Řezníček a Petr Pešek.
Po konfiskaci majetku pánů z Gryspachu králem Ferdinandem II. získal Řemešín plaský cisterciácký klášter. V průběhu třicetileté války byly dvě usedlosti vypáleny, k roku 1651 je v Řemešíně uváděno čtyřicet obyvatel. Klášter držel ves ve svém majetku až do svého zrušení Josefem II. roku 1785. Pak s Řemešín s celým plaským panstvím přešel pod správu náboženského fondu, od kterého ji v dražbě roku 1826 získal kancléř Metternich.
Na počátku 19. století získala ves nechtěnou proslulost pro laické veřejné vykládání Nového zákona, které je někdy označováno jako působení Adamitů.
Řemešínské děti docházely do školy v Potvorově a od roku 1878 do Mladotic. Na začátku 20. století měly měšťanskou školu v Kralovicích, od roku 1921 v Žihli a od roku 1938 v Plasích. Ve dvacátých letech 20. století byla zřízena obecní knihovna, které obsahovala přes sto svazků.

## Přírodní poměry
Řemešín sousedí s Potvorovem na severu, s Bukovinou na východě, s Trojany na jihovýchodě a s Mladoticemi na jihozápadě. Na západ se terén svažuje do údolí Mladotického potoka.

## Obyvatelstvo
Vesnice v 19. století patřila k žebnické farnosti. Po vzniku Československa mnoho obyvatel přestoupilo od katolické církve k církvi československé, jejíž obec existovala v Mladoticích.
| Rok            | 1869 | 1880 | 1890 | 1900 | 1910 | 1921 | 1930 | 1950 | 1961 | 1970 | 1980 | 1991 | 2001 | 2011 | 2021 |
| -------------- | ---- | ---- | ---- | ---- | ---- | ---- | ---- | ---- | ---- | ---- | ---- | ---- | ---- | ---- | ---- |
| Počet obyvatel | 194  | 199  | 194  | 214  | 200  | 211  | 197  | 123  | 113  | 74   | 53   | 38   | 25   | 15   | 22   |
| Počet domů     | 26   | 28   | 26   | 29   | 30   | 31   | 40   | 42   | 42   | 26   | 22   | 23   | 24   | 15   | 25   |

## Obecní správa
Po zrušení patrimoniální správy byl Řemešín osadou obce Mladotice v politickém a soudním okrese Kralovice. Na počátku roku 1878 se stal samostatnou obcí. V letech 1961–1975 byl částí obce Trojany v okrese Plzeň-sever. Od 1. ledna 1976 do 30. června 1985 byl částí obce Bílov v okrese Plzeň-sever. Od 1. července 1985 je částí města Kralovice v okrese Plzeň-sever. Poté se Bílov opět osamostatnil, ale Řemešín již zůstal součástí Kralovic.

### Starostové
Starosty obce byli:
- Vojtěch Kondelík (1899–1902)
- Josef Vopat (1902–1906)
- Jan Soukup (1906–1909)
- Josef Soukup (1909–1919)
- Václav Nezbeda (1919–1923)
- Josef Urban (1923–1927)
- Jaroslav Zikmund (1927–1931)
- Josef Soukup (1931–1938)
- Josef Bláha (1938–1945)

## Hospodářství a doprava
Ve vsi vždy převažovalo zemědělství, ale vyrábělo se v něm také proutěné zboží. V okolí je černé uhlí, ale pro malou mocnost vrstev se netěžilo.
Dopravní spojení zlepšila v letech 1892–1896 silnice, která se napojuje na silnici II/201. Západně od vesnice vede železniční trať Plzeň–Žatec vystavěná v letech 1871–1873, na kterou byla v letech 1898–1899 napojena železniční trať Rakovník–Mladotice.

## Pamětihodnosti
- dřevěná lidová architektura:
  - usedlost čp. 1 s roubeným obytným stavením a roubeným špýcharem s pavláčkou
  - dřevěné chalupy v čp. E7, E9, 15 a 16
- zděná klenutá brána z roku 1887
- smírčí kříže, první s reliéfem tlapatého kříže z roku 1872, druhý s vyvrtaným otvorem